# Mesohippus
 Mesohippus  (latinisiert aus dem altgriechischen μέσος mesos „mitten, halb“ und ἵππος hippos „Pferd“, also „Halbpferd“) war ein Vorfahr der Pferde, der vor 40 bis 25 Millionen Jahren in der Zeit des Eozäns und Oligozäns in Nordamerika lebte.
Mesohippus war mit durchschnittlich etwa 60 Zentimeter Schulterhöhe deutlich größer als sein Vorgänger Hyracotherium. Dies verdankte es insbesondere seinen deutlich längeren Beinen sowie der Rückentwicklung der – für das Hyracotherium typischen – Rückenwölbung. Sein Gewicht wird auf etwa 34 kg geschätzt.
Das Tier besaß an den hinteren Pfoten immer noch drei Zehen, an den Vordergliedmaßen nun aber auch 3 Zehen, wobei die mittlere Zehe hervortritt. Es bildeten sich zudem Ansätze von Schneidezähnen, die den Verzehr von härterer Grasnahrung ermöglichten. Der Schädel zeigt eine Vertiefung, die auch bei späteren Equiden erhalten blieb.
Diese Anpassungen lassen auf einen veränderten Lebensraum schließen. Das feuchtere Klima zu Zeiten des Hyracotherium wurde trockener und allmählich entstand eine offenere steppenähnliche Landschaft mit Büschen, Gestrüpp und kleineren Sträuchern, die Mesohippus als Nahrungsgrundlage diente.

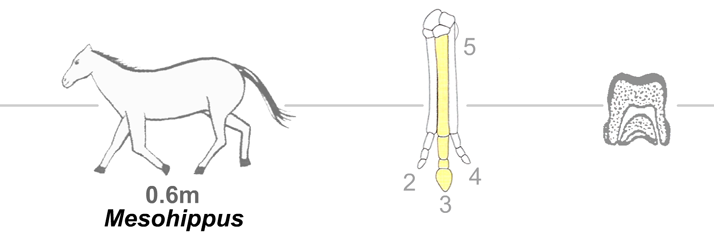
Mesohippus (v. l. n. r.): Ganzkörperansicht, Vorderbein, Backenzahn o. Molar (grau: Schmelz, punktiert: Dentin (Zahnbein), weiß: Zahnzement)

## Artenliste
- M. bairdi
- M. barbouri
- M. braquistylus
- M. equiceps
- M. hypostylus
- M. intermedius
- M. latidens
- M. longiceps
- M. metulophus
- M. montanensis
- M. obliquidens
- M. proteulophus
- M. westoni